# Ґрендзиці (Цехановський повіт)
Ґрендзиці (пол. Grędzice) — село в Польщі, у гміні Цеханув Цехановського повіту Мазовецького воєводства.
Населення — 152 особи (2011).
У 1975-1998 роках село належало до Цехановського воєводства.

## Демографія
Демографічна структура станом на 31 березня 2011 року:
|          | Загалом | Допрацездатний вік | Працездатний вік | Постпрацездатний вік |
| -------- | ------- | ------------------ | ---------------- | -------------------- |
| Чоловіки | 76      | 14                 | 54               | 8                    |
| Жінки    | 76      | 15                 | 41               | 20                   |
| Разом    | 152     | 29                 | 95               | 28                   |